# Knowing Me, Knowing You
Knowing Me, Knowing You ist ein Song der schwedischen Popgruppe ABBA aus dem Jahr 1976. Er wurde von Benny Andersson, Björn Ulvaeus und Stig Anderson geschrieben, die Lead Vocals wurden von Anni-Frid Lyngstad gesungen. Das Stück wurde erstmals auf dem Album Arrival veröffentlicht und im Februar 1977 als letzte Single des Albums ausgekoppelt.

## Entstehung
Der Song war der erste, der in den Aufnahme-Sessions für das Album Arrival am 23. März 1976 aufgenommen wurde. Die Gitarren-Overdubs wurden am 25. Mai hinzugefügt. Knowing Me, Knowing You war der erste ABBA-Song, der das Thema „zerbrochene Beziehung“ behandelte. Spätere ABBA-Songs wie The Winner Takes It All, One of Us und When All Is Said and Done befassen sich mit dem gleichen Thema. Bevor Stig Anderson den endgültigen Titel lieferte, kamen Arbeitstitel wie Ring It In oder Number One, Number One in Frage. Björn Ulvaeus sagte über den von ihm verfassten Liedtext:

„Selbst wenn das ganz tief in dir verwurzelt ist und auf etwas basiert, das du erlebt hast, sind die Texte noch immer 90 Prozent Fiktion. Ich habe nur mit Bildern gearbeitet. Ich sah diesen Mann vor mir, der zum letzten Mal durch sein leeres Haus geht – ein Symbol der Scheidung. Ich habe nur beschrieben, was ich gesehen habe. Persönlich hatte ich das noch nicht durchgemacht.“

Die B-Seite der Single, Happy Hawaii, wurde in einigen Ländern durch andere Titel ersetzt, so zum Beispiel in Ungarn und Italien durch Money, Money, Money.

## Kommerzieller Erfolg

### Chartplatzierungen
Die Single wurde während der Europa-Australien-Tournee von ABBA veröffentlicht und stieg in die Charts von 19 Ländern ein. Sie wurde zum Nummer-eins-Hit in Deutschland, Großbritannien, Irland, Mexiko und Südafrika. In Großbritannien wurde Knowing Me, Knowing You nach Dancing Queen zur meistverkauften ABBA-Single und erhielt für 500.000 verkaufte Exemplare noch im Erscheinungsjahr die Goldene Schallplatte. Darüber hinaus kam die Single auf Platz 2 in Österreich, Belgien und Kanada, auf Platz 3 in der Schweiz und den Niederlanden, auf Platz 5 in Costa Rica, Platz 6 in Norwegen, Platz 7 in Frankreich, Platz 8 in Neuseeland, Platz 11 in Simbabwe, Platz 14 in den USA, Platz 16 in Finnland und Platz 24 in Spanien. In Australien, wo 1976 im Zuge der Abbamania jede neue ABBA-Single die Spitzenposition erreicht hatte, kam Knowing Me, Knowing You lediglich auf Platz 9.
| ChartsChartplatzierungen       | Höchstplatzierung | Wochen |
| ------------------------------ | ----------------- | ------ |
| Deutschland (GfK)              | 1 (26 Wo.)        | 26     |
| Österreich (Ö3)                | 2 (20 Wo.)        | 20     |
| Schweiz (IFPI)                 | 3 (17 Wo.)        | 17     |
| Vereinigte Staaten (Billboard) | 14 (15 Wo.)       | 15     |
| Vereinigtes Königreich (OCC)   | 1 (13 Wo.)        | 13     |

| ChartsJahrescharts (1977)      | Platzierung |
| ------------------------------ | ----------- |
| Deutschland (GfK)              | 9           |
| Österreich (Ö3)                | 14          |
| Schweiz (IFPI)                 | 9           |
| Vereinigte Staaten (Billboard) | 97          |

### Auszeichnungen für Musikverkäufe
| Land/Region                  | Auszeichnungen für Musikverkäufe (Land/Region, Auszeichnung, Verkäufe) | Verkäufe  |
| ---------------------------- | ---------------------------------------------------------------------- | --------- |
| Dänemark (IFPI)              | Gold                                                                   | 45.000    |
| Neuseeland (RMNZ)            | Platin                                                                 | 30.000    |
| Vereinigtes Königreich (BPI) | Gold                                                                   | 1.020.000 |
| Insgesamt                    | 2× Gold · 1× Platin ·                                                  | 1.095.000 |

Hauptartikel: ABBA/Auszeichnungen für Musikverkäufe